# Esqui cross-country nos Jogos Olímpicos de Inverno de 1972

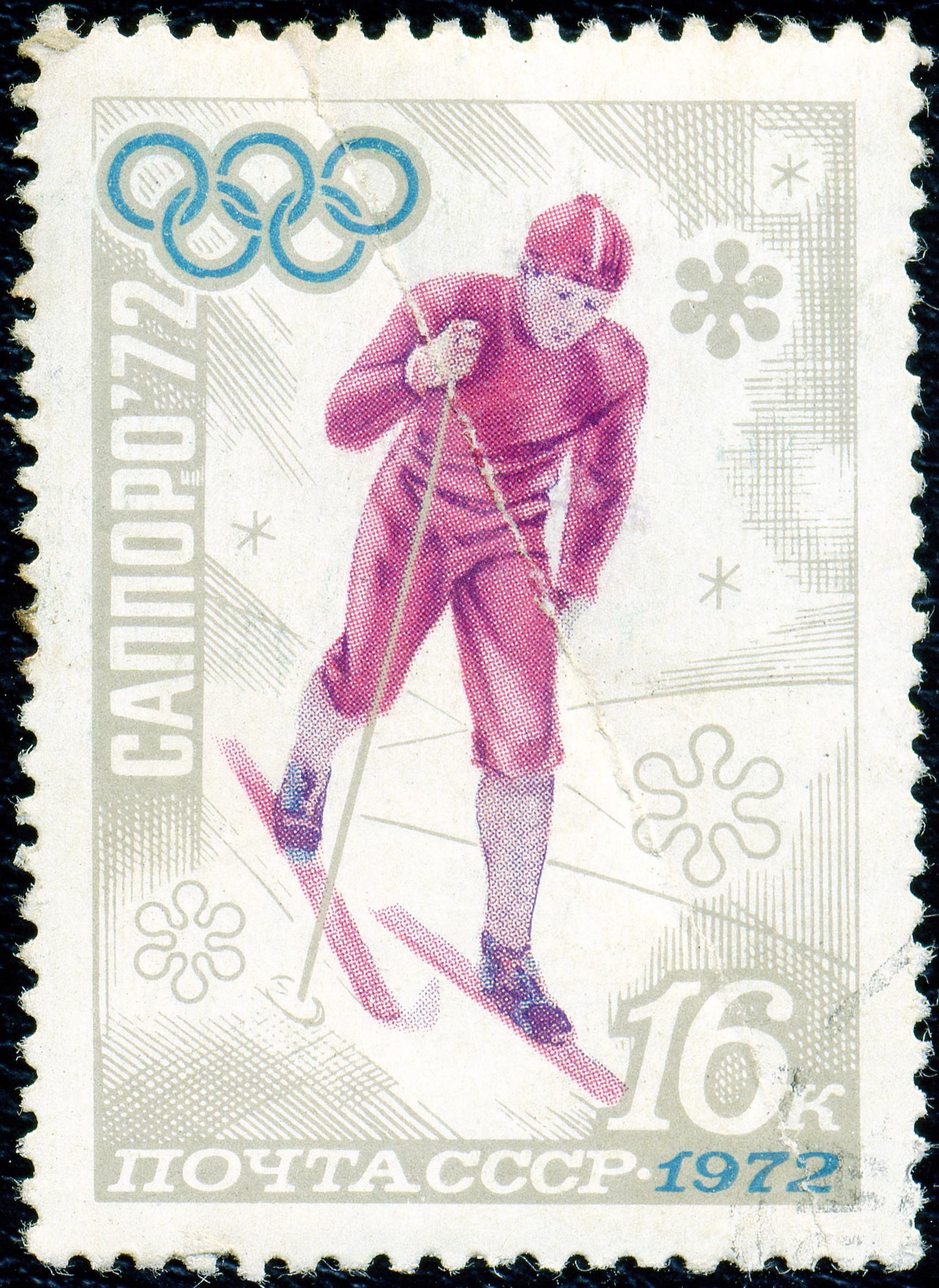
Selo soviético de 1972 representando o esqui cross-country

O esqui cross-country nos Jogos Olímpicos de Inverno de 1972 consistiu de quatro eventos para homens e três eventos para mulheres realizados entre 4 e 13 de fevereiro em Sapporo, no Japão.
A soviética Galina Kulakova conquistou todas as três medalhas de ouro disponíveis para as mulheres e se destacou nesta edição do esqui cross-country olímpico.

## Medalhistas
Masculino
| Evento                       | Ouro                                                                                 | Prata                                                      | Bronze                                                        |
| ---------------------------- | ------------------------------------------------------------------------------------ | ---------------------------------------------------------- | ------------------------------------------------------------- |
| 15 km detalhes               | Sven-Åke Lundbäck SWE Suécia                                                         | Fyodor Simashev URS União Soviética                        | Ivar Formo NOR Noruega                                        |
| 30 km detalhes               | Vyacheslav Vedenin URS União Soviética                                               | Pål Tyldum NOR Noruega                                     | Johs Harviken NOR Noruega                                     |
| 50 km detalhes               | Pål Tyldum NOR Noruega                                                               | Magne Myrmo NOR Noruega                                    | Vyacheslav Vedenin URS União Soviética                        |
| Revezamento 4x10 km detalhes | Vladimir Voronkov Yuri Skobov Fyodor Simashev Vyacheslav Vedenin URS União Soviética | Oddvar Brå Pål Tyldum Ivar Formo Johs Harviken NOR Noruega | Alfred Kälin Albert Giger Alois Kälin Eduard Hauser SUI Suíça |

Feminino
| Evento                      | Ouro                                                                     | Prata                                                           | Bronze                                            |
| --------------------------- | ------------------------------------------------------------------------ | --------------------------------------------------------------- | ------------------------------------------------- |
| 5 km detalhes               | Galina Kulakova URS União Soviética                                      | Marjatta Kajosmaa FIN Finlândia                                 | Helena Šikolová TCH Checoslováquia                |
| 10 km detalhes              | Galina Kulakova URS União Soviética                                      | Alevtina Olyunina URS União Soviética                           | Marjatta Kajosmaa FIN Finlândia                   |
| Revezamento 3x5 km detalhes | Lyubov Mukhachyova Alevtina Olyunina Galina Kulakova URS União Soviética | Helena Takalo Hilkka Riihivuori Marjatta Kajosmaa FIN Finlândia | Inger Aufles Aslaug Dahl Berit Mørdre NOR Noruega |

## Quadro de medalhas
| Ordem | País                | Medalha de ouro | Medalha de prata | Medalha de bronze |    |
| ----- | ------------------- | --------------- | ---------------- | ----------------- | -- |
| 1     | URS União Soviética | 5               | 2                | 1                 | 8  |
| 2     | NOR Noruega         | 1               | 3                | 3                 | 7  |
| 3     | SWE Suécia          | 1               |                  |                   | 1  |
| 4     | FIN Finlândia       |                 | 2                | 1                 | 3  |
| 5     | TCH Checoslováquia  |                 |                  | 1                 | 1  |
| 5     | SUI Suíça           |                 |                  | 1                 | 1  |
| TOTAL | TOTAL               | 7               | 7                | 7                 | 21 |